# بطولة ويمبلدون 1893
قائمة ببطولات ويمبلدون لسنة 1893:

## فردي رجال
جوشوا بيم هزم  ويلفرد باديلي. النتيجة: 3-6 6-1 6-3 6-2

## فردي سيدات
لوتي دود هزمت  بلنشي بيجالي. النتيجة: 6-8, 6-1, 6-4